# بخش تیمورآباد
بخش تیمورآباد، یکی از بخش‌های شهرستان هامون در استان سیستان و بلوچستان ایران است. مرکز این بخش، روستای تیمورآباد است.

## تقسیمات کشوری
- بخش تیمورآباد
  - دهستان تیمورآباد
  - دهستان کوه خواجه

شهر: علی‌اکبر

## جمعیت
بر پایه سرشماری عمومی نفوس و مسکن درسال ۱۳۹۵، جمعیت بخش تیمورآباد برابر با ۱۱٬۰۶۹ نفر بوده است.